# Oude geschiedenis van de Joden

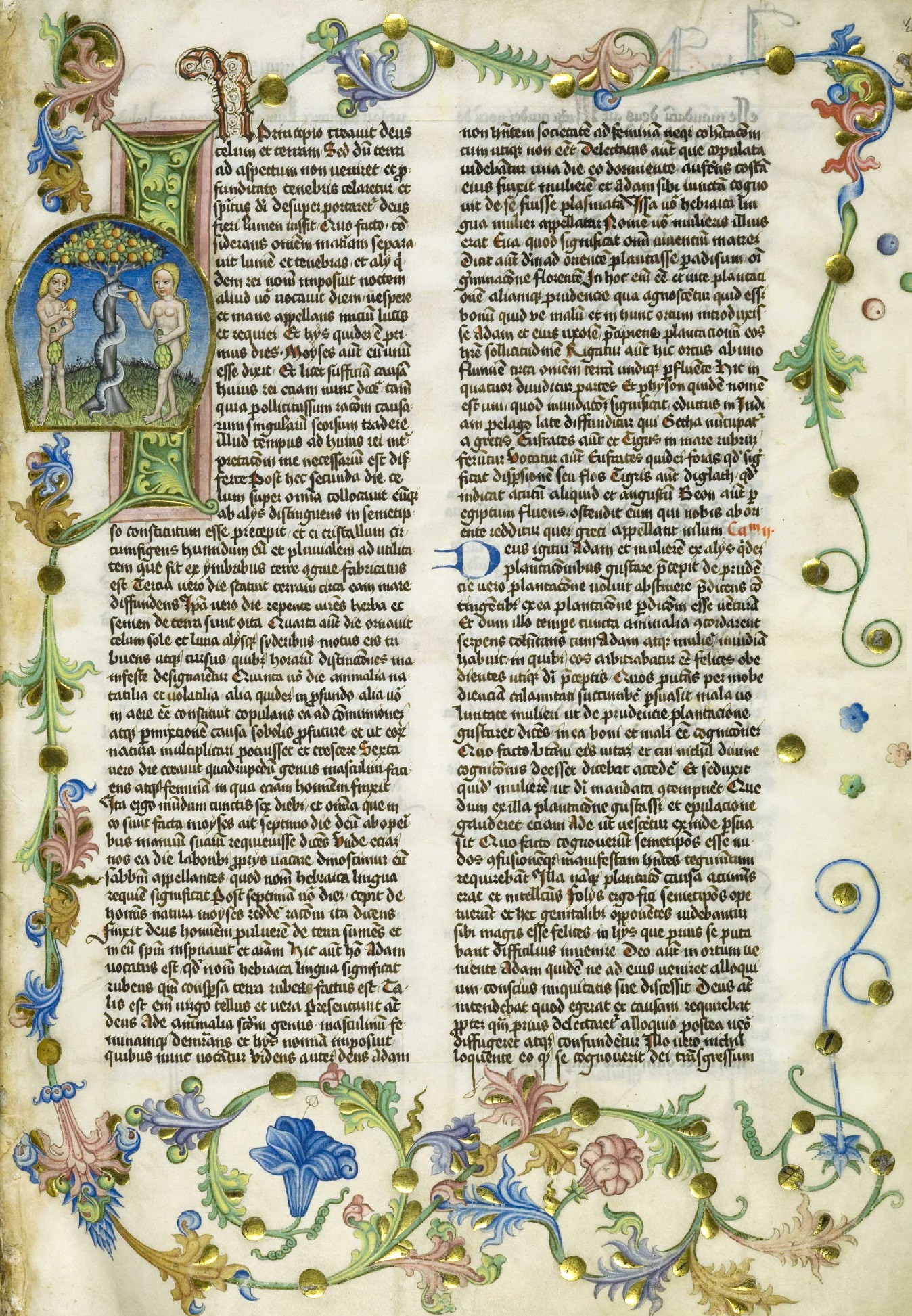
Blad uit een handschrift uit 1466 van de Oude geschiedenis van de Joden, Biblioteka Narodowa, BN sygn. BOZ cim. 1

De Oude Geschiedenis van de Joden, ook wel bekend als de Joodse Oudheden, (oorspronkelijke Griekse titel Ioudaïkè Arkhailogia; Latijnse titel Antiquitates Judaicae, vaak afgekort AJ) is een verhaal in twintig boeken, in het Grieks geschreven tussen 79 en 94 na Christus door Flavius Josephus, dat, aldus de schrijver, de "complete oude geschiedenis" bevat van "ons Joedajoi" die tussen 536 voor Chr. en 73 na Chr. leefden in en rond Palestina, vanaf 44 na Chr. in de toenmalige Romeinse provincie Judaea, daarbij geleidelijk steeds verder uiteenvallend door eeuwen van interne machtsstrijd escalerend tot openlijke bendeoorlogen. De jaren 66-73 na Christus behandelt Josephus niet in dít werk want daarover had hij eerder al zijn werk de Joodse oorlog tegen de Romeinen doen verschijnen.